# Hans Minder
Hans Minder (28 agosto 1908 – ...) è stato un lottatore svizzero, specializzato nella lotta libera.

## Biografia
Rappresento la Svizzera ai Giochi olimpici di Amsterdam 1928 vincendo la medaglia di bronzo nella lotta libera, categoria pesi piuma.
Vinse il torneo di lotta libera categoria -66 chilogrammi ai campionati europei di Budapest 1931, laureandosi campione europeo.
Ai campionati europei di Parigi 1933 vinse la medaglia d'argento, teminando il torneo dei -72 chilogrammi, alle spalle del tedesco Jean Foeldeak.

## Palmarès
- Giochi olimpici

Amsterdam 1928: bronzo nella lotta libera, categoria pesi piuma;
- Europei

Budapest 1931: oro nella lotta libera -66 kg.;
Parigi 1933: argento nella lotta libera -72 kg.;